# Félix Gómez-Guillamón
Félix Gómez–Guillamón (ur. 1898, zm. 24 października 1979 w Madrycie) – hiszpański generał, pilot baloniarz. Uczestnik zawodów o Puchar Gordona Bennetta w 1923 roku.

## Życiorys
W latach 1933–1938 był dyrektorem Observatorio de Cartuja, które obecnie jest częścią Uniwersytetu w Granadzie. W 1928 roku był założycielem i do końca 1929 roku wydawca pisma Motoavión. Jego dwaj wnukowie Antonio Gómez–Guillamón i Vicente Padilla założyli działającą od 1997 roku hiszpańską firmę AERTEC Solutions. Z okazji 20. rocznicy istnienia w 2017 roku firma wydała książkę El sueño de volar, która jest hołdem dla ich dziadka.

## Puchar Gordona Bennetta
W 1923 roku wystartował w zawodach o Puchar Gordona Bennetta na balonie Polar z Pedro Peñaranda Barea. Po godzinie lotu w balon uderzył piorun. Jego towarzysz zginął na miejscu, a Gómez-Guillamón podczas upadku na ziemię złamał nogi.

## Odznaczenia
- W 1958 roku Krzyż Zasługi Wojskowej z odznaką Białą[7].